# Kanton Saint-Symphorien-sur-Coise
Der Kanton Saint-Symphorien-sur-Coise war bis 2015 ein französischer Kanton im Département Rhône der  Region Rhône-Alpes. Er gehörte ursprünglich zum Arrondissement Lyon und hatte seinen Hauptort in Saint-Symphorien-sur-Coise. Die landesweiten Änderungen in der Zusammensetzung der Kantone brachten zum März 2015 seine Auflösung. Heute sind die Gemeinden Teil des Kantons Vaugneray und Arrondissements Villefranche-sur-Saône. Sein letzter Vertreter im conseil général des Départements war Maurice Cellier (UDF).

## Gemeinden
Der Kanton bestand aus zehn Gemeinden:
| Gemeinde                   | Einwohner Jahr | Fläche km² | Bevölkerungsdichte | Code INSEE | Postleitzahl |
| -------------------------- | -------------- | ---------- | ------------------ | ---------- | ------------ |
| Aveize                     | 1.115 (2013)   | 16,64      | 67 Einw./km²       | 69014      | 69610        |
| La Chapelle-sur-Coise      | 565 (2013)     | 6,58       | 86 Einw./km²       | 69042      | 69590        |
| Coise                      | 756 (2013)     | 9,03       | 84 Einw./km²       | 69062      | 69590        |
| Duerne                     | 786 (2013)     | 11,41      | 69 Einw./km²       | 69078      | 69850        |
| Grézieu-le-Marché          | 770 (2013)     | 11,49      | 67 Einw./km²       | 69095      | 69610        |
| Larajasse                  | 1.854 (2013)   | 33,61      | 55 Einw./km²       | 69110      | 69590        |
| Meys                       | 841 (2013)     | 14,65      | 57 Einw./km²       | 69132      | 69610        |
| Pomeys                     | 1.116 (2013)   | 13,1       | 85 Einw./km²       | 69155      | 69590        |
| Saint-Martin-en-Haut       | 3.892 (2013)   | 38,64      | 101 Einw./km²      | 69227      | 69850        |
| Saint-Symphorien-sur-Coise | 3.566 (2013)   | 4,07       | 876 Einw./km²      | 69238      | 69590        |